# أوين بيدل جونيور
أوين بيدل جونيور (بالإنجليزية: Owen Biddle, Jr.) هو مهندس معماري أمريكي، ولد في 28 أبريل 1774، وتوفي في 25 مايو 1806.